# Гришковское сельское поселение
Гришковское се́льское поселе́ние — муниципальное образование в Калининском районе Краснодарского края России. 
В рамках административно-территориального устройства Краснодарского края ему соответствует Гришковский сельский округ.
Административный центр — село Гришковское.

## История
Образовано 1 января 2006 года.

## Население
| 2010  | 2012  | 2013  | 2014  | 2015  | 2016  | 2017  |
| ----- | ----- | ----- | ----- | ----- | ----- | ----- |
| 1515  | ↗1518 | ↗1530 | ↘1527 | ↗1537 | ↘1515 | ↘1514 |
| 2018  | 2019  | 2020  | 2021  | 2023  |       |       |
| ↘1503 | ↘1479 | ↗1487 | ↘1304 | ↘1254 |       |       |

## Населённые пункты
В состав сельского поселения (сельского округа) входят 2 населённых пункта:
| № | Населённый пункт | Тип населённого пункта | Население (чел.) |
| - | ---------------- | ---------------------- | ---------------- |
| 1 | Гришковское      | село                   | ↗1404            |
| 2 | Северный         | хутор                  | ↗111             |